# TUBSAT-B
TUBSAT-B war ein Erdbeobachtungs- und Forschungssatellit des Instituts für Luft- und Raumfahrt (ILR) der TU Berlin. Die Entwicklung und den Bau des Satelliten übernahm das ILR unter der Projektführung von Udo Renner, die Finanzierung erfolgte durch das Bundesministerium für Bildung und Forschung.

## Missionsverlauf
TUBSAT-B wurde am 25. Januar 1994 mit einer russischen Zyklon-3-Rakete in einen 1250 km hohen Orbit mit 82° Bahnneigung gestartet. Aus unbekannten Gründen fiel der Satellit nach 39 Tagen aus. Es wurde vermutet, dass die hohe Strahlungsbelastung durch den Van-Allen-Gürtel ursächlich daran beteiligt sein könnte. Dem kann jedoch entgegengehalten werden, dass der MAROC-TUBSAT, welcher ebenfalls über 1000 km Bahnhöhe hatte, 10 Jahre Lebensdauer erreichte. Herr Renner selbst vermutet, es könne auch ein Defekt am Funksystem sein, der am Boden durch einen Test ohne Antenne verursacht wurde. Dies deckt sich laut Herrn Renner mit der Beobachtung, dass die Empfangsleistung des Satelliten graduell und nicht abrupt abnahm, so wie es bei einem Single Event zu erwarten gewesen wäre.
Die Mission kann trotz der kurzen Lebensdauer des Satelliten von 39 Tagen als Erfolg gewertet werden, da ihre Hauptziele – z. B. die Demonstration der weltweit ersten Reaktionsräder für Mikrosatelliten und einer Kamera mit hoher Auflösung – erreicht werden konnten.

## Technische Daten
- 38 × 38 × 50 cm
- 40 kg
- 1000-mm-Teleskop mit CCD-Sensor
- 4 Solarpanele
- 4 NIH2-Batterien
- 3 Reaktionsräder
- 1 Sonnensensor
- 1 Sternensensor